# Idioomboek
Een idioomboek is een studieboek voor het vreemdetalenonderwijs. Het boek bevat onder andere de volgende elementen:
- De meest relevante en frequente woorden voor een bepaald taalniveau, bijvoorbeeld examen vmbo, havo en vwo.
- Bij elk woord een voorbeeldzin in de vreemde taal.
- De betekenis van het woord in het Nederlands.

Veel docenten gebruiken naast de methode een apart idioomboek omdat het niet mogelijk is om met een methode de in de loop van de jaren aangeboden woordenschat te herhalen. Deze woordenschat staat immers verspreid over de verschillende delen van de methode, die niet meer in het bezit zijn van de leerling. 
In een idioomboek worden echter de belangrijkste woorden van de jaren voorafgaande aan het examenjaar op een systematische wijze herhaald. 